# Баризе-о-Плен
Баризе́-о-Плен (фр. Barisey-au-Plain) — коммуна во французском департаменте Мёрт и Мозель региона Лотарингия. Относится к  кантону Коломбе-ле-Бель.	

## География

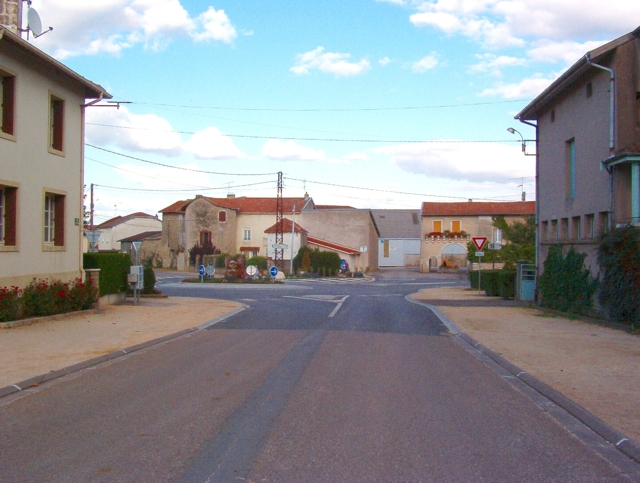
Вид на замок Баризе-о-Плен со стороны рю Сен-Юбер.

Баризе-о-Плен расположен в 32 км к юго-западу от Нанси и в 5 км к западу от Коломбе-ле-Бель. Соседние коммуны: Баризе-ла-Кот на севере, Баньё и Аллен на северо-востоке, Коломбе-ле-Бель на востоке, Отревиль  на юге, Мон-л'Этруа на юго-западе, Соксюр-ле-Ванн на западе.

## История
- Впервые упоминается в 1398 году.

## Демография
Население коммуны на 2010 год составляло 378 человек.
| 1962 | 1968 | 1975 | 1982 | 1990 | 1999 | 2010 |
| ---- | ---- | ---- | ---- | ---- | ---- | ---- |
| 315  | 274  | 256  | 317  | 304  | 328  | 378  |

## Достопримечательности
- Остатки древнеримского тракта Лион—Трир
- Замок XIV—XV веков, в XVI веке принадлежал семье де Армуаз. Сильно разрушен во время Французской революции, остались две круглые башни, ворота.
- Церковь Баризе-о-Плен, башня в романском стиле, придел и часовня XVI века, неф XVIII века.